# Arrondissement Mayenne
Das Arrondissement Mayenne ist eine französische Verwaltungseinheit im Département Mayenne innerhalb der Region Pays de la Loire. Verwaltungssitz (Unterpräfektur) ist Mayenne.
Im Arrondissement liegen acht Wahlkreise (Kantone) und 130 Gemeinden.

## Wahlkreise
- Kanton Bonchamp-lès-Laval (mit einer von sieben Gemeinden)
- Kanton Ernée
- Kanton Évron
- Kanton Gorron
- Kanton Lassay-les-Châteaux
- Kanton Mayenne
- Kanton Meslay-du-Maine (mit zwölf von 35 Gemeinden)
- Kanton Villaines-la-Juhel

## Gemeinden
Die Gemeinden des Arrondissements Mayenne sind:
| 1. Alexain (53002)                       | 2. Ambrières-les-Vallées (53003)        | 3. Andouillé (53005)                  | 4. Aron (53008)                          |
| 5. Assé-le-Bérenger (53010)              | 6. Averton (53013)                      | 7. Bais (53016)                       | 8. Belgeard (53028)                      |
| 9. Blandouet-Saint Jean (53228)          | 10. Boulay-les-Ifs (53038)              | 11. Brecé (53042)                     | 12. Brée (53043)                         |
| 13. Carelles (53047)                     | 14. Chailland (53048)                   | 15. Champéon (53051)                  | 16. Champfrémont (53052)                 |
| 17. Champgenéteux (53053)                | 18. Chantrigné (53055)                  | 19. Charchigné (53061)                | 20. Châtillon-sur-Colmont (53064)        |
| 21. Chevaigné-du-Maine (53069)           | 22. Colombiers-du-Plessis (53071)       | 23. Commer (53072)                    | 24. Contest (53074)                      |
| 25. Couesmes-Vaucé (53079)               | 26. Couptrain (53080)                   | 27. Courcité (53083)                  | 28. Crennes-sur-Fraubée (53085)          |
| 29. Désertines (53091)                   | 30. Ernée (53096)                       | 31. Évron (53097)                     | 32. Fougerolles-du-Plessis (53100)       |
| 33. Gesnes (53105)                       | 34. Gesvres (53106)                     | 35. Gorron (53107)                    | 36. Grazay (53109)                       |
| 37. Hambers (53113)                      | 38. Hardanges (53114)                   | 39. Hercé (53115)                     | 40. Izé (53120)                          |
| 41. Javron-les-Chapelles (53121)         | 42. Jublains (53122)                    | 43. Juvigné (53123)                   | 44. La Baconnière (53015)                |
| 45. La Bazoge-Montpinçon (53021)         | 46. La Bazouge-des-Alleux (53023)       | 47. La Bigottière (53031)             | 48. La Chapelle-au-Riboul (53057)        |
| 49. La Chapelle-Rainsouin (53059)        | 50. La Croixille (53086)                | 51. La Dorée (53093)                  | 52. La Haie-Traversaine (53111)          |
| 53. La Pallu (53173)                     | 54. La Pellerine (53177)                | 55. Landivy (53125)                   | 56. Larchamp (53126)                     |
| 57. Lassay-les-Châteaux (53127)          | 58. Le Ham (53112)                      | 59. Le Horps (53116)                  | 60. Le Housseau-Brétignolles (53118)     |
| 61. Le Pas (53176)                       | 62. Le Ribay (53190)                    | 63. Lesbois (53131)                   | 64. Levaré (53132)                       |
| 65. Lignières-Orgères (53133)            | 66. Livet (53134)                       | 67. Loupfougères (53139)              | 68. Madré (53142)                        |
| 69. Marcillé-la-Ville (53144)            | 70. Martigné-sur-Mayenne (53146)        | 71. Mayenne (53147)                   | 72. Mézangers (53153)                    |
| 73. Montaudin (53154)                    | 74. Montenay (53155)                    | 75. Montreuil-Poulay (53160)          | 76. Montsûrs (53161)                     |
| 77. Moulay (53162)                       | 78. Neau (53163)                        | 79. Neuilly-le-Vendin (53164)         | 80. Oisseau (53170)                      |
| 81. Parigné-sur-Braye (53174)            | 82. Placé (53179)                       | 83. Pontmain (53181)                  | 84. Pré-en-Pail-Saint-Samson (53185)     |
| 85. Ravigny (53187)                      | 86. Rennes-en-Grenouilles (53189)       | 87. Sacé (53195)                      | 88. Saint-Aignan-de-Couptrain (53196)    |
| 89. Saint-Aubin-du-Désert (53198)        | 90. Saint-Aubin-Fosse-Louvain (53199)   | 91. Saint-Baudelle (53200)            | 92. Saint-Berthevin-la-Tannière (53202)  |
| 93. Saint-Calais-du-Désert (53204)       | 94. Saint-Cyr-en-Pail (53208)           | 95. Saint-Denis-de-Gastines (53211)   | 96. Sainte-Gemmes-le-Robert (53218)      |
| 97. Saint-Ellier-du-Maine (53213)        | 98. Sainte-Marie-du-Bois (53235)        | 99. Sainte-Suzanne-et-Chammes (53255) | 100. Saint-Fraimbault-de-Prières (53216) |
| 101. Saint-Georges-Buttavent (53219)     | 102. Saint-Georges-le-Fléchard (53220)  | 103. Saint-Georges-sur-Erve (53221)   | 104. Saint-Germain-d’Anxure (53222)      |
| 105. Saint-Germain-de-Coulamer (53223)   | 106. Saint-Germain-le-Guillaume (53225) | 107. Saint-Hilaire-du-Maine (53226)   | 108. Saint-Julien-du-Terroux (53230)     |
| 109. Saint-Léger (53232)                 | 110. Saint-Loup-du-Gast (53234)         | 111. Saint-Mars-du-Désert (53236)     | 112. Saint-Mars-sur-Colmont (53237)      |
| 113. Saint-Mars-sur-la-Futaie (53238)    | 114. Saint-Pierre-des-Landes (53245)    | 115. Saint-Pierre-des-Nids (53246)    | 116. Saint-Pierre-sur-Erve (53248)       |
| 117. Saint-Thomas-de-Courceriers (53256) | 118. Saulges (53257)                    | 119. Soucé (53261)                    | 120. Thorigné-en-Charnie (53264)         |
| 121. Thubœuf (53263)                     | 122. Torcé-Viviers-en-Charnie (53265)   | 123. Trans (53266)                    | 124. Vaiges (53267)                      |
| 125. Vautorte (53269)                    | 126. Vieuvy (53270)                     | 127. Villaines-la-Juhel (53271)       | 128. Villepail (53272)                   |
| 129. Vimartin-sur-Orthe (53249)          | 130. Voutré (53276)                     |                                       |                                          |

## Neuordnung der Arrondissements 2017

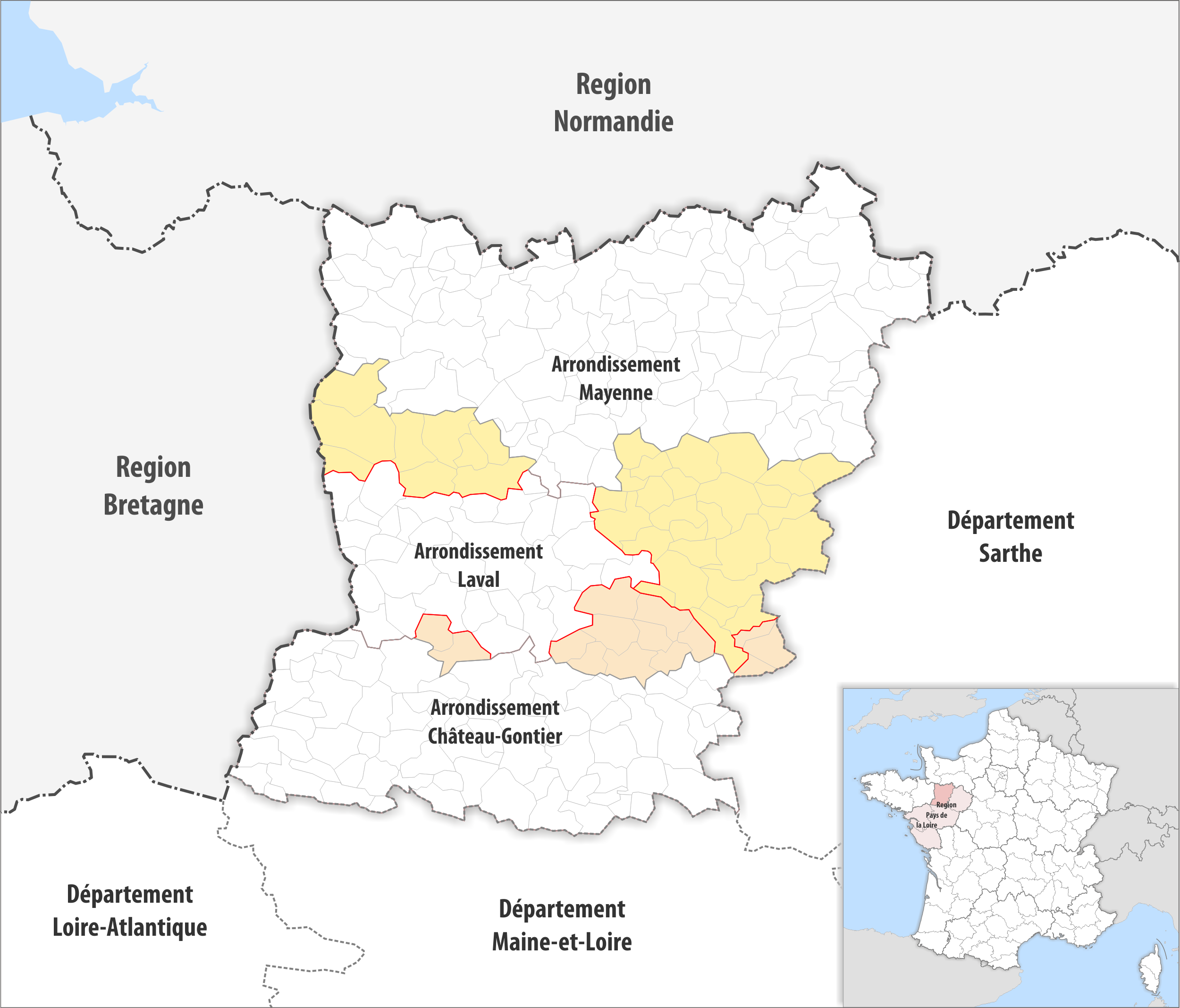
Arrondissementsanpassungen im Jahr 2017

Durch die Neuordnung der Arrondissements im Jahr 2017 wurde aus dem Arrondissement Laval die Fläche der 36 Gemeinden Andouillé, Assé-le-Bérenger, Blandouet-Saint Jean, Brée, Chailland, Châtres-la-Forêt, Deux-Évailles, Évron, Gesnes, Juvigné, La Baconnière, La Bigottière, La Chapelle-Rainsouin, La Croixille, Livet, Mézangers, Montourtier, Montsûrs-Saint-Céneré, Neau, Saint-Christophe-du-Luat, Sainte-Gemmes-le-Robert, Saint-Georges-le-Fléchard, Saint-Georges-sur-Erve, Saint-Germain-le-Guillaume, Saint-Hilaire-du-Maine, Saint-Léger, Saint-Ouën-des-Vallons, Saint-Pierre-des-Landes, Saint-Pierre-sur-Erve, Sainte-Suzanne-et-Chammes, Saulges, Thorigné-en-Charnie, Torcé-Viviers-en-Charnie, Vaiges, Vimarcé, Voutré dem Arrondissement Mayenne zugewiesen.

## Ehemalige Gemeinden seit der landesweiten Neuordnung der Arrondissements
bis 2020: Saint-Martin-de-Connée, Saint-Pierre-sur-Orthe, Vimarcé
bis 2018: Évron, Châtres-la-Forêt, Saint-Christophe-du-Luat, Montsûrs-Saint-Céneré, Deux-Évailles, Montourtier, Saint-Ouën-des-Vallons
bis 2017: Blandouet, Montsûrs, Saint-Céneré, Saint-Jean-sur-Erve, 
bis 2016: Chammes, Pré-en-Pail, Saint-Samson, Sainte-Suzanne